# Triplaris dugandii
Triplaris dugandii är en slideväxtart som beskrevs av J. Brandbyge. Triplaris dugandii ingår i släktet Triplaris och familjen slideväxter. Inga underarter finns listade i Catalogue of Life.